# Česká Bělá
Česká Bělá är en köping i Tjeckien.   Den ligger i regionen Vysočina, i den centrala delen av landet, 100 km sydost om huvudstaden Prag. Česká Bělá ligger 523 meter över havet och antalet invånare är 947.
Terrängen runt Česká Bělá är lite kuperad. Runt Česká Bělá är det ganska tätbefolkat, med 72 invånare per kvadratkilometer. Närmaste större samhälle är Havlíčkův Brod, 8,8 km väster om Česká Bělá. Trakten runt Česká Bělá består till största delen av jordbruksmark.